# Куваев, Александр Вячеславович
Алекса́ндр Вячесла́вович Кува́ев (род. 2 мая 1993, Москва) — российский хоккеист, правый нападающий.

## Биография
Начал карьеру в 2009 году в составе чеховского клуба Молодёжной хоккейной лиги «Русские витязи». В дебютном сезоне провёл 34 матча, набрал 18 (10+8) баллов. В следующем году на драфте КХЛ Кувев был выбран в 6 раунде под общим 138 номером чеховским «Витязем», а на драфте Канадской хоккейной лиги его выбрал во 2 раунде под общим 67 номером клуб «Летбридж Харрикейнз», где и провёл сезон 2010/11, набрав 24 (11+13) очка в 58 матчах.
Несмотря на то, что Куваев был одним из претендентов на попадание на драфт НХЛ, летом 2011 года он так и не был выбран ни одним из клубов лиги. 13 июля в результате обмена на Никиту Двуреченского подписал трёхлетний контракт с московским «Динамо». 12 октября в матче против «Югры» Куваев дебютировал в Континентальной хоккейной лиге, проведя на площадке менее одной минуты. 27 декабря принял решение вернуться в Западную хоккейную лигу в клуб "Ванкувер Джайентс
", в составе которого за оставшуюся часть сезона сумел набрать лишь 13 (2+11) очков в 36 встречах.
20 августа 2012 года Куваев заключил двухлетнее соглашение с череповецкой «Северсталью», где в сезоне 2012/13 принял участие лишь в 3 матчах, большую часть времени результативно выступая за фарм-клуб «Алмаз».
4 июля 2016 года подписал пробный контракт с московским «Спартаком» сроком на один год. 5 августа был заключен двухлетний двусторонний контракт.
С 10 января 2019 года играл за клуб «Лада». С 14 мая 2019 года играл за клуб «Буран». С 22 сентября 2019 года играет за клуб «Молот-Прикамье».

### В сборной России
В составе сборной России Куваев принимал участие в юниорском чемпионате мира 2011 года, на котором он вместе с командой завоевал бронзовые медали, в 7 проведённых матчах набрав 1 (0+1) очко.

## Статистика
| Легенда | Легенда                    | Легенда | Легенда                   | Легенда | Легенда    |
| ------- | -------------------------- | ------- | ------------------------- | ------- | ---------- |
| И       | Количество проведённых игр | Штр     | Штрафное время            | +/−     | Плюс-минус |
| Г       | Голы                       | П       | Голевые передачи          | О       | Очки       |
| -       | Статистика неизвестна      | —       | Статистика не учитывалась |         |            |

## Достижения

### Командные
ВХЛ
| Год  | Команда | Достижение            | Достижение |
| ---- | ------- | --------------------- | ---------- |
| 2015 | Ижсталь | Серебряный призёр ВХЛ |            |

Международные
| Год  | Команда         | Достижение                                  | Достижение |
| ---- | --------------- | ------------------------------------------- | ---------- |
| 2011 | Россия (юниор.) | Бронзовый призёр юниорского чемпионата мира |            |